# Mondello

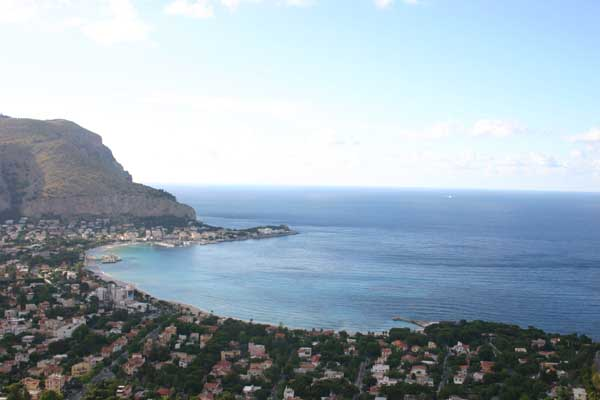
Mondello vom Monte Pellegrino aus gesehen

Mondello ist ein Vorort (quartiere)  von Palermo. Er liegt nördlich des Monte Pellegrino an der Meeresbucht zwischen dem Monte Pellegrino und dem Monte Gallo.

## Geschichte

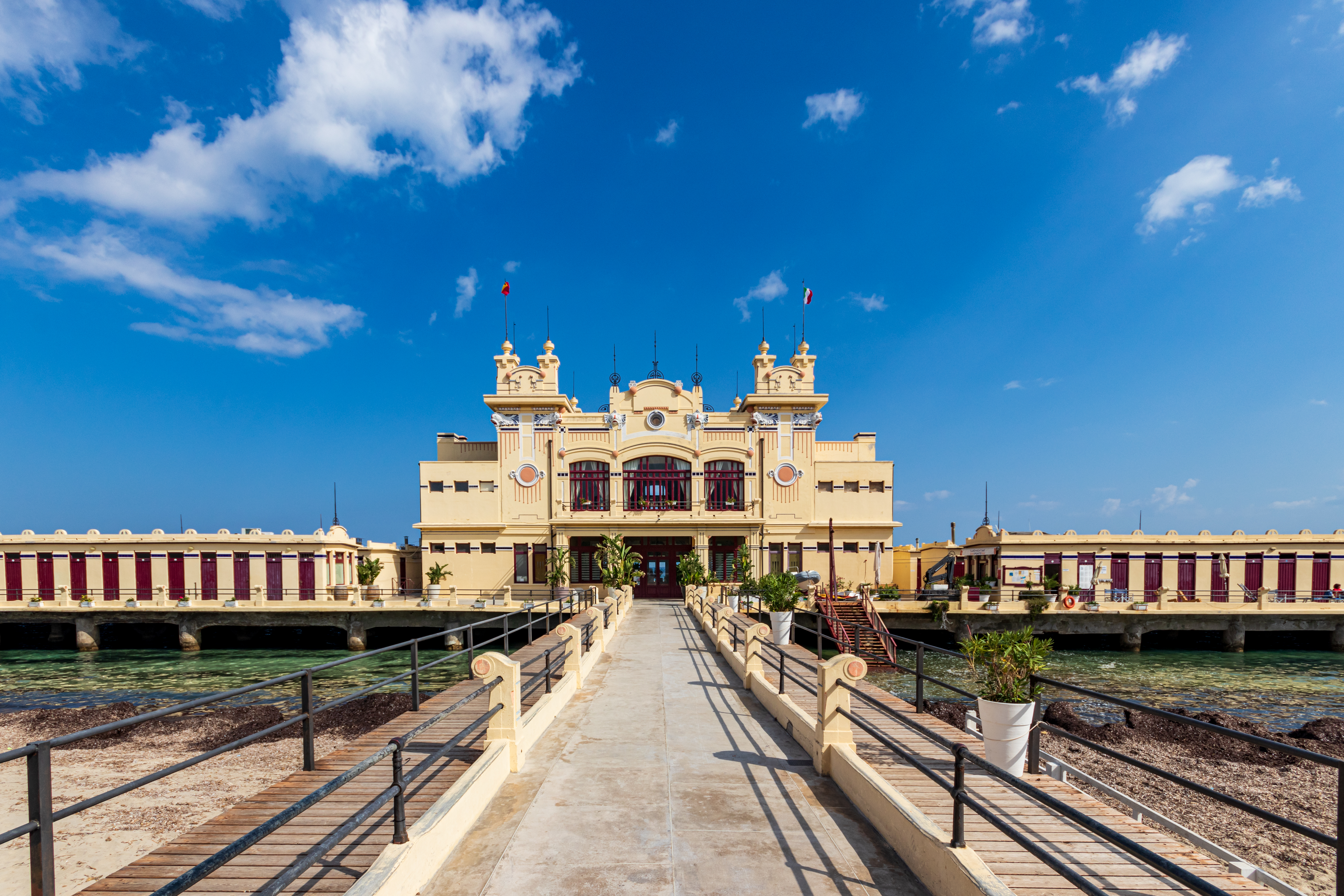
Das Kurhaus (stabilimento balneare), auf Stelzen über das Meer gebaut

Ursprünglich war Mondello ein Fischerdorf, von dem noch ein Befestigungsturm aus dem 15. Jahrhundert erhalten ist. Es lag am nördlichen Ende der Bucht. Zu Beginn des 20. Jahrhunderts errichteten reiche Palermitaner hier ihre Villen. Einige Gebäude im Jugendstil sind noch erhalten, z. B. die Villa Dagnino (1914), die Villa Pojero (1915) und das Kurhaus (stabilimento balneare, 1912) im Meer. Das Villino Gregorietti, das 1923 nach einem Entwurf von Ernesto Basile an der Piazza Valdesi errichtet wurde, ist das letzte Bauwerk in dieser Stilrichtung. Nach dem Zweiten Weltkrieg nahm der Tourismus sprunghaft zu. Trotzdem hat Mondello im Wesentlichen seinen Charakter als Gartenstadt behalten.

## Gegenwart

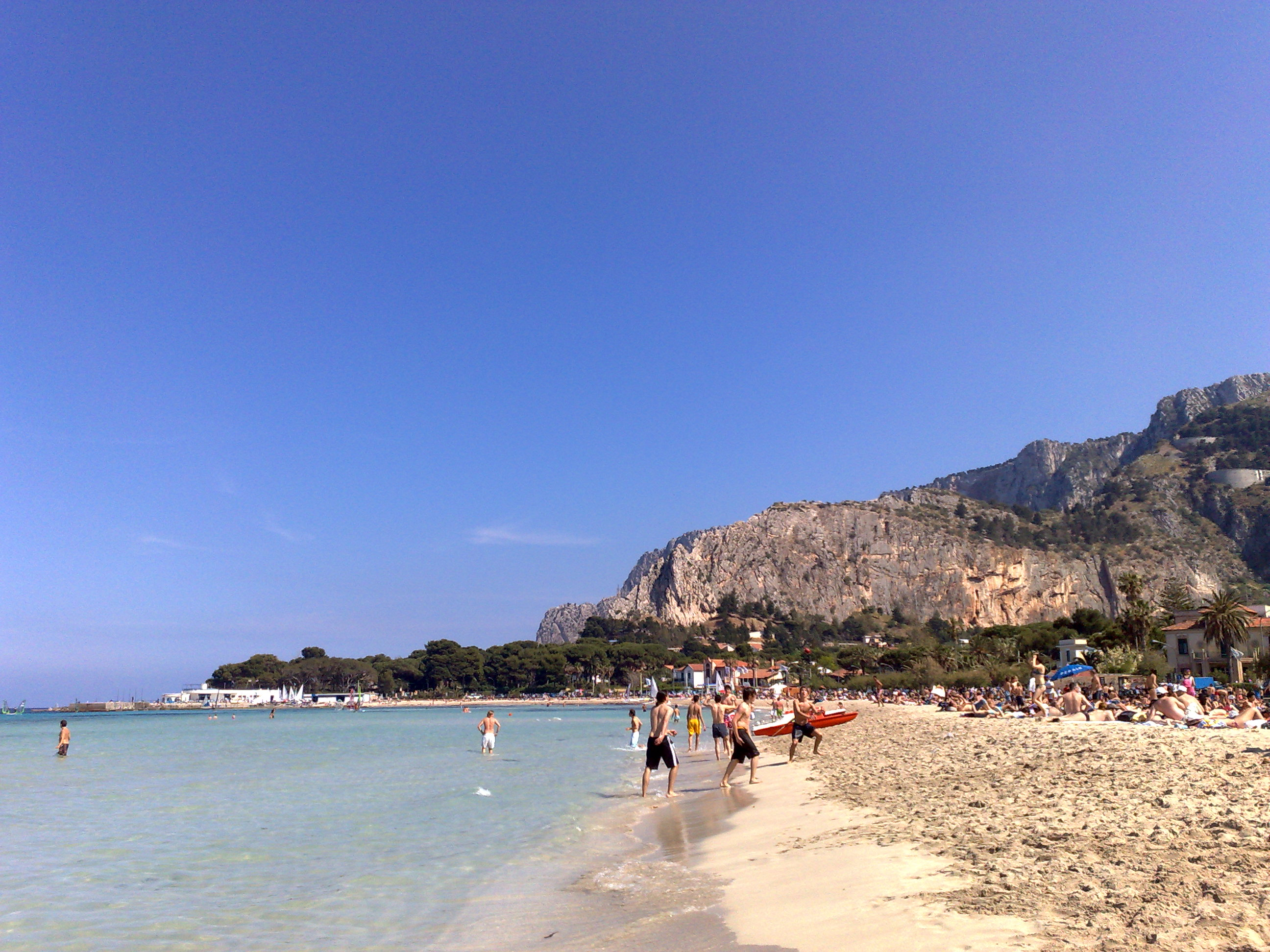
Der Strand

Der Ort ist heute vor allem als Badeort mit einem etwa 1,5 km langen Sandstrand bekannt, der außer bei Touristen auch bei den Palermitanern selber sehr beliebt ist. Einige Reiseführer beschreiben den Strand jedoch als stark überlaufen.
Von Mondello gibt es zwei Zugänge zum angrenzenden Naturschutzgebiet Riserva naturale orientata Capo Gallo.

## Veranstaltungen

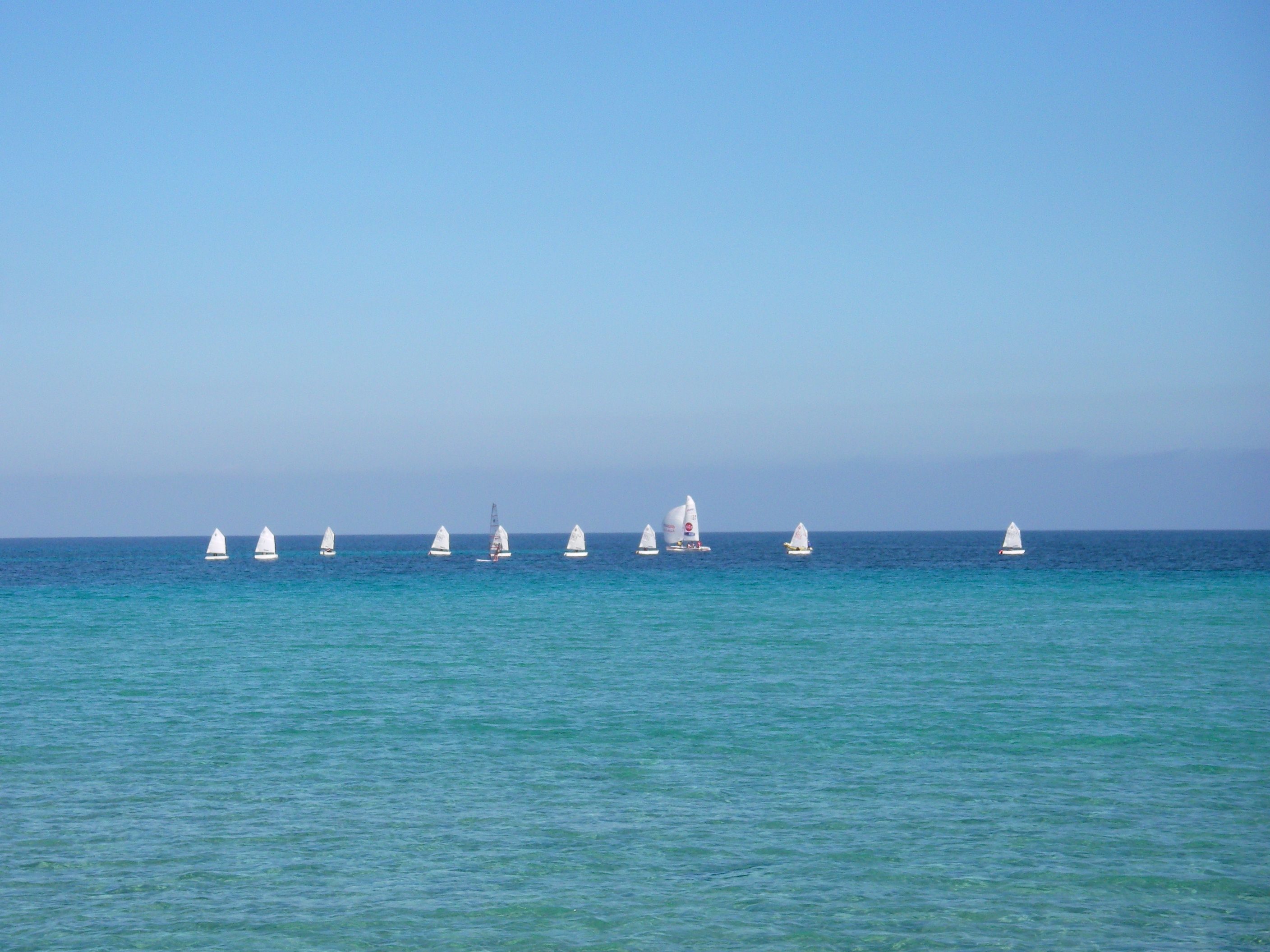
Segler in der Bucht von Mondello

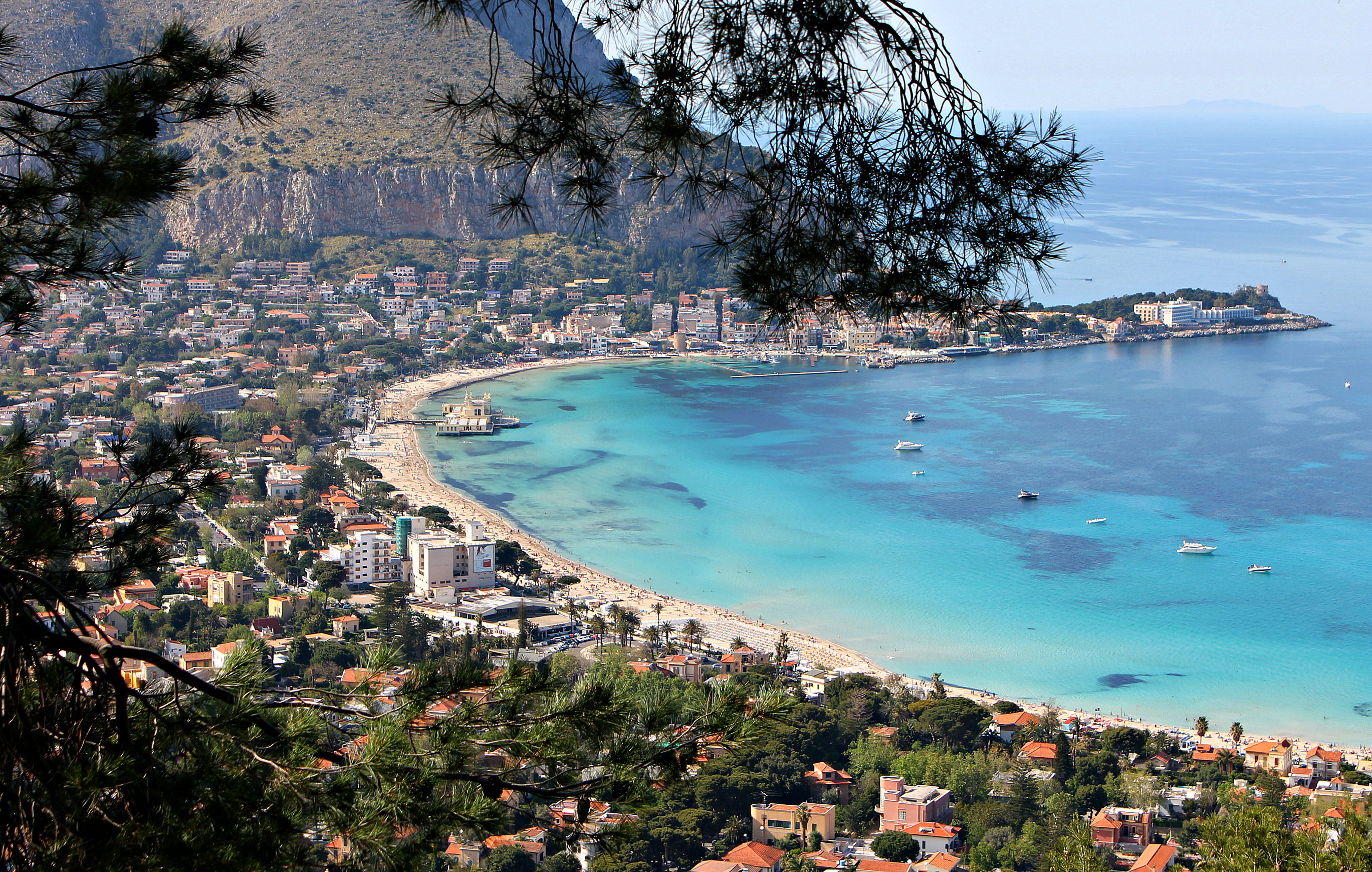
Bucht von Mondello

Seit 2001 findet jedes Jahr im Mai das World Festival on the Beach statt mit Wettbewerben in diversen Wassersportarten, Beachvolleyball und einem Musikprogramm.
Der international beachtete Literaturpreis Premio Letterario Internazionale Mondello, der 1975 gegründet wurde und jetzt von der Fondazione Banco di Sicilia in Verbindung mit der Kommune Palermo betreut wird, wurde bis 2007 jährlich im November in Mondello übergeben.
Im Oktober 2008 fand die Weltmeisterschaft der 505er Segeljollen in Mondello statt.